# Muriel Siebert
Pour les articles homonymes, voir Siebert.
Muriel Faye « Mickie » Siebert, née le 12 septembre 1928 à Cleveland dans l'Ohio et morte le 24 août 2013 à New York (à 84 ans), est une femme d'affaires américaine. Elle est considérée comme la première femme à avoir acheté un siège à la Bourse de New-York, le 28 décembre 1967, mais aussi à avoir été nommée à la tête d'un des cabinets des membres de la bourse par le gouverneur Hugh Carey en 1977,.
En 2018, la première femme à présider le New York Stock Exchange, Stacey Cunningham, la cite comme source d'inspiration.
In 1994, elle est inscrite au National Women's Hall of Fame.